# Parco Nazionale di Kaboré Tambi
Il parco nazionale di Kaboré Tambi è uno dei due parchi nazionali del Burkina Faso, la sua istituzione risale al 1936 e nel 1986 venne dichiarato parco nazionale.
Ha una superficie di 155.500 ettari ed è situato circa 115 km a sud della capitale Ouagadougou nei pressi della città di Tiébélé.